# Династія Суфі
Династія Суфі або Держава Суфідів (1361—1388 роки) — династія, що відновила самостійну державність в Хорезмі в результаті послаблення Золотої Орди. Деякий час боролася проти військ Тимура, втім у 1388 році зазнала поразки й була приєднана до Держави Тимуридів.

## Історія
У 1220 році після завоювання монголами Чингісхана Держави Хорезмшахів територія Хорезму увійшла до складу Монгольської імперії. В подальшому при утворенні самостійних держав (улусів) Лівобережний Хорезм став частиною Золотої Орди, а Правобережний — Чагатайського улуса. Тут керували власні намісники, що часто мали титул улусбеків. З початком у 1359 році Великої зам'ятні в Золотій Орді на її околицях, зокрема Хорезмі, почалися центробіжні тенденції.
Відродження самостійності Хорезму пов'язано з династією Суфі, що походила з тюркського племені кунград. Спочатку воно мешкало в місцевості Новар у східній частині Центральної Азії. За монголів кунград увійшли до складу улусу Джучі. Кунгради займали важливе положення в політичній та адміністративній системі Хорезма, а також Золотої Орди. Зокрема, в складі військ Тохтамиша служили кунградські військовики Алібек-кунграт і Навруз-кунграт.
У 1359 році над частиною Хорезма встановив владу Ак-Суфі. Фактичний засновник держави — Хусейн Суфі — був одружений з сестрою золотоординського хана Джанібека. У 1361 році він затвердився в Хорезмі, ставши напівнезалежним володарем. Невдовзі він оголосив себе самостійним еміром, а 1364 році захопив Правобережний Хорезм з містом Кят. В результаті відновлено єдність й повну незалежність Хорезмійської держави, прийнявши титул хорезмшахів. Успішним діям Суфі сприяла боротьба в середині Чагатайського улуса.
З 1370 року починаються війни з військами чагатайського еміра Тимура. У 1372 році Держава Суфідів зазнала важкої поразки, втративши Правобережний Хорезм. У 1373 році новий володар Юсуф Суфі спробував взяти реванш, але невдало. У 1376—1377 роках відбувалися походи військ Суфі до Мавераннахра. у відповідь у 1379 році військо Тимура вдерлася до Хорезму, який зазнав нищівної поразки й визнав зверхність Тимуридів.
В подальшому Суфіди уклали союз з Тохтамишем, ханом Золотої Орди, що також виступив проти Тимура. У війні 1387—1388 років військо Суфідів зазнало суцільної поразки, династію було повалено, а весь Хорезм увійшов до складу Держави Тимуридів. Згодом члени династії отримували посади при Тимуридах. У 1460-х роках в Адаку правили Утман Суфі та Ак-Суфі, що підтримували Хусейна Байкару при захоплені Хорезма. Останнім відомим представником династії був Чін Суфі, що у 1468—1505 роках був намісником Хусейна Байкари в Хорезмі.

## Володарі
- Ак-Суфі (1359—1361)
- Хусейн Суфі (1361—1372)
- Юсуф Суфі (1372—1380)
- Баланхі (1380)
- Маїнг (1380)
- Сулейман Суфі (1380—1388)